# Congklak

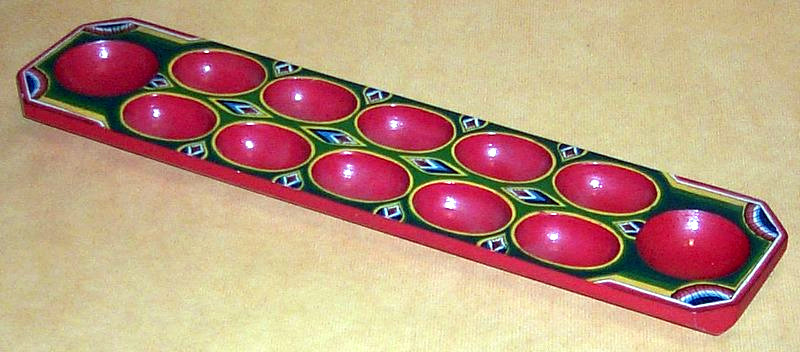
Un tavoliere da Congklak

Il Congklak (pronunciato cionclac), è un gioco da tavolo astratto della famiglia dei mancala, diffuso in tutta l'Indonesia. È noto con diversi nomi; varianti attestate del nome "Congklak" sono Congkak, Conka e Congka; nelle Filippine si chiama Sungka; nelle Maldive Ohvalhu. In altri luoghi viene chiamato Dakon (talvolta trascritto come Dacón e pronunciato dacòn).

## Il Congklak nella società
Il Congklak fu probabilmente introdotto in Indonesia dai mercanti che commerciavano con le popolazioni arabe. I primi riferimenti scritti al Congklak nella cultura indonesiana ne parlano come di un passatempo delle giovani della nobiltà di Giava. In altre zone dell'Indonesia, e in particolare in Sulawesi, il Congklak viene associato al lutto per la morte di una persona cara, e non è ammesso giocarlo in nessun'altra circostanza. Ancora a Giava, in antichità, al Congklak venivano attribuiti significati divinatori legati agli auspici di buon raccolto e alla previsione del futuro in senso generale.

## Regole

### Tavoliere e disposizione iniziale
Il tavoliere tipico è costituito da due file di buche (in genere 5, 6 o 7 per fila) poste una di fronte all'altra, con due buche speciali (granai) alle estremità destra e sinistra. Nelle Filippine è più diffuso il tavoliere a 6 buche per fila.
Ogni giocatore controlla la fila di buche vicino a sé e il granaio alla sua sinistra. Si usano 98 pezzi (generalmente piccole conchiglie, oppure semi o sassolini). I pezzi vengono inizialmente distribuiti in numero uguale in ogni buca (7); i granai restano vuoti.

### Fasi di gioco
Il Congklak prevede due fasi di gioco.

#### Prima fase
I giocatori muovono a turno. Il giocatore di turno preleva tutti i pezzi da una delle buche della propria fila, e li semina in senso antiorario, saltando il granaio avversario (ma non il proprio). La semina ha un effetto diverso a seconda del luogo in cui viene deposto l'ultimo pezzo:
- se l'ultimo pezzo cade nel granaio del giocatore di turno, questi guadagna un turno extra (preleva i semi da un'altra casa e ricomincia). Un giocatore può guadagnare un qualsiasi numero di turni extra (continua a giocare finché le sue semine si concludono nel suo granaio).
- se l'ultimo pezzo cade in una buca occupata, il giocatore preleva tutti i pezzi dalla buca e continua la semina con i pezzi appena raccolti ("semina a staffetta").
- se l'ultimo pezzo della semina cade in una buca vuota della fila del giocatore di turno, e la semina ha attraversato la fila avversaria, il pezzo appena deposto viene prelevato e posto nel granaio del giocatore di turno. Anche eventuali pezzi presenti nella buca avversaria antistante quella in cui è stato deposto l'ultimo pezzo vengono prelevati e messi nel granaio del giocatore di turno.
- se l'ultimo pezzo cade in una buca vuota, ma non si verificano le altre condizioni indicate sopra, il turno è finito (questa condizione si chiama mati).

La prima fase termina quando un giocatore rimane senza pezzi nella propria fila (situazione indicata con l'espressione kalah jalan). L'altro giocatore ha vinto la prima fase (menang jalan), e sarà il primo a muovere nella seconda fase.

#### Seconda fase
Per iniziare la seconda fase, ognuno dei giocatori preleva tutti i pezzi dal proprio granaio ed eventuali pezzi rimasti nelle proprie buche, e li ridistribuisce sul tavoliere, 7 per buca, cominciando dalle buche più vicine al proprio granaio. Si possono dare due condizioni:
- uno dei giocatori avrà probabilmente pezzi in eccesso. Tutti i pezzi che avanzano dopo averne deposto 7 per buca vengono piazzati nel suo granaio.
- l'altro giocatore non avrà pezzi a sufficienza. Ne disporrà comunque 7 per buca a partire dal proprio granaio. Quando rimane con meno di 7 pezzi in mano, distribuisce quelli rimanenti in modo uniforme nelle buche rimaste vuote. Tutte le buche che nella disposizione iniziale si trovano ad avere meno di 7 pezzi sono dette ngacang (e occorre ricordare quali sono per tutta la fase).

Il gioco riprende poi come nella prima fase, con l'eccezione che le buche ngacang sono "protette". In particolare:
- l'avversario dovrà saltarle durante la propria semina;
- l'avversario non potrà prelevarne i pezzi, nemmeno se conclude una semina in una buca antistante vuota;
- anche il proprietario delle buche ncagang non potrà prelevarne i pezzi, né per iniziare una semina né per proseguire una semina "a staffetta".

La seconda fase di gioco può essere ripetuta; termina, come la prima, quando un giocatore resta senza semi; la si riprende nello stesso modo, e il giocatore che ha finito i pezzi sarà ancora secondo di turno.

### Fine del gioco
Il gioco termina quando, al termine di una fase di gioco, un giocatore rimane con meno di 21 pezzi, ovvero non è in grado di popolare nemmeno le sue prime 3 buche. Il gioco potrebbe però durare molto a lungo, nel qual caso i giocatori possono decidere di interromperlo e assegnare la vittoria al giocatore che possiede il maggior numero di pezzi.